# Vittoria Farnèse (1618-1649)
Pour les articles homonymes, voir Vittoria Farnèse (homonymie).
Vittoria Farnèse (née à Parme le 29 avril 1618, morte le 10 août 1649) est une aristocrate parmesane du XVIIe siècle.

## Biographie
Vittoria est  la fille de Ranuce Ier Farnèse, duc de Parme et de Plaisance, et de Marguerite Aldobrandini, nièce du pape Clément VIII.
Elle épouse, à Parme le 12 février 1648, François Ier d'Este, duc de Modène et de Reggio, veuf de sa sœur Marie Farnèse qu'il a épousée en 1631.
Sa sœur a accouché de neuf enfants avant de mourir en 1646. Vittoria met au monde une fille, Vittoria (1649-1656).
Vittoria n'est duchesse de Modène et de Reggio qu'une année, elle meurt après la naissance de sa fille.
Francesco se marie de nouveau, avec Lucrezia Barberini qu'il épouse à Loreto en octobre 1654.

## Crédit d'auteurs
- (it) Cet article est partiellement ou en totalité issu de l’article de Wikipédia en italien intitulé « Vittoria Farnese d'Este » (voir la liste des auteurs).